# Thelypteris pilosissima
Thelypteris pilosissima är en kärrbräkenväxtart som beskrevs av Morton. Thelypteris pilosissima ingår i släktet Thelypteris och familjen Thelypteridaceae. Inga underarter finns listade.